# 鳥取県道231号本鹿高福線
鳥取県道231号本鹿高福線（とっとりけんどう231ごう ほんがたかふくせん）は、鳥取県鳥取市を通る一般県道である。

## 概要
鳥取市河原町本鹿から鳥取市河原町高福に至る。

### 路線データ
- 起点：鳥取県鳥取市河原町本鹿（鳥取県道196号杣小屋曳田線交点）
- 終点：鳥取県鳥取市河原町高福（国道53号交点）
- 総延長：6.3 km
- 未開通区間：鳥取県鳥取市河原町本鹿 - 鳥取市河原町水根（1.0 km）

## 路線状況

### 重複区間
- 鳥取県道195号鷹狩渡一木線（鳥取市河原町佐貫）

## 地理

### 通過する自治体
- 鳥取県
  - 鳥取市

### 交差する道路
| 交差する道路                           | 交差する場所 | 交差する場所 |
| -------------------------------------- | ------------ | ------------ |
| 鳥取県道196号杣小屋曳田線              | 河原町本鹿   | 起点         |
| 通行不能区間                           |              |              |
| 鳥取市道3234070号散岐本線              | 河原町水根   |              |
| 鳥取県道195号鷹狩渡一木線 重複区間起点 | 河原町佐貫   |              |
| 鳥取県道195号鷹狩渡一木線 重複区間終点 | 河原町佐貫   |              |
| 国道53号 国道373号 重複                | 河原町高福   | 終点         |

### 沿線
- 鳥取市立西郷小学校
- 鳥取市立散岐小学校
- 千代川